# Antonio Tonioli
Antonio Tonioli (* 2. Juni 1937 in Caronno Varesino) ist ein ehemaliger italienischer Radrennfahrer.

## Sportliche Laufbahn
Tonioli konnte als Amateur den Gran Premio della Liberazione 1962, eines der bedeutendsten internationalen Eintagesrennen für Amateure in Italien, vor Primo Nardello gewinnen. Auch in der Trofeo Mauro Pizzoli war er erfolgreich. 1963 gewann er den Gran Premio della Liberazione erneut, er siegte vor Antonio Tagliani. 1958 hatte er beim Sieg von Luigi Zaimbro den dritten Rang im Rennen Giro delle Alpi Apuanes belegt sowie die Coppa d’Inverno gewonnen. 1963 und 1964 fuhr er als Berufsfahrer im Radsportteam Ignis, konnte aber als Profi keine Erfolge erzielen.